# De grote zeehondentelling

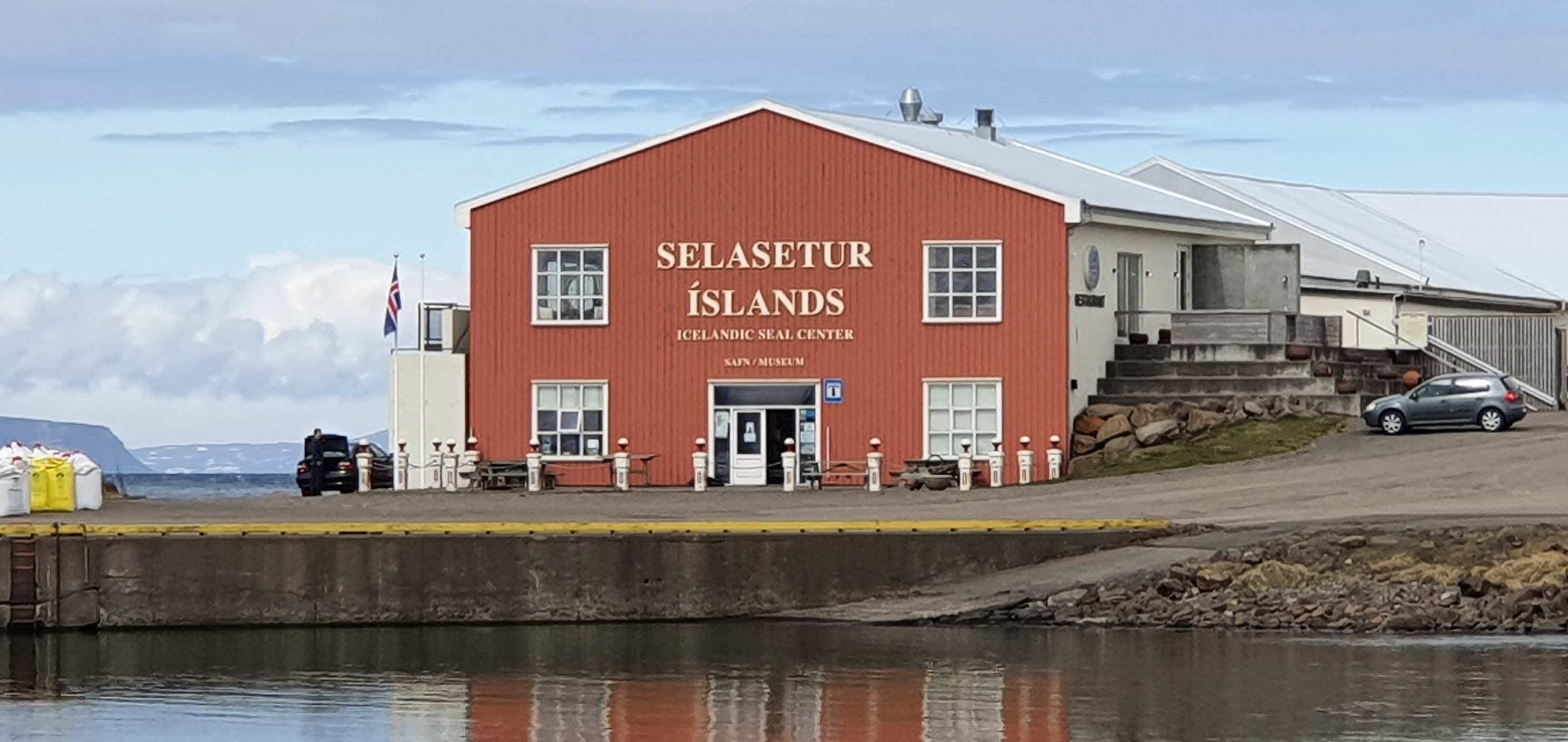
IJslands zeehondencentrum in Hvammstangi

De grote zeehondentelling is een evenement dat plaatsvindt in het onderzoeksgedeelte van het zeehondencentrum in Hvammstangi.
Het IJslandse zeehondencentrum werkte eerst in samenwerking met het IJslands Visserij Instituut en later met zijn opvolger, het IJslands Instituut voor Marien Onderzoek. Samen zijn deze twee instellingen verantwoordelijk geweest voor verschillende zeehondenonderzoeken in IJsland. Een van de belangrijkste onderzoeksgebieden is Vatnsnes en Heggstaðarnes in Húnaþing vestra. Het is daarom belangrijk om het aantal zeehonden en hun  verspreiding in deze gebieden te controleren.
De reputatie van de zeehondentellingen heeft zich wereldwijd verspreid, zodanig dat in 2009 mensen die uit Brazilië kwamen hun reis rond IJsland hadden gepland zodat ze konden deelnemen. De telling van 2021 omvatte vrijwilligers uit Duitsland, Finland, Israël, de Verenigde Staten, Engeland, Italië, Frankrijk, een groep van WorldWideFriends.

## Doel
Een van de doelen van het IJslandse Zeehondencentrum is meer bekendheid te geven aan zeehonden en zeehondenonderzoek. Dit gebeurt via het permanente museum in Hvammanstangi en via de publicatie van hun onderzoek in samenwerking met de universiteit van Hafró en Hólar. Het doel van de grote zeehondentelling is dan ook de voortzetting van dit onderzoek te ondersteunen en de inhoud van het museum te versterken door gegevens te verzamelen over het aantal zeehonden in het gebied. Dit draagt ook bij tot de ontwikkeling van duurzaam toerisme met wilde dieren.

## Implementatie
De zeehonden worden sinds 2007 regelmatig geteld in Vatnsnes en pas sinds 2009 in Heggstaðarnes in Húnaþing vestra. In de loop van een dag neemt de telling plaats wanneer het laagwater is, over ongeveer 100km kustlijn. Wetenschappers tellen, met de hulp van vrijwilligers, in deze twee gebieden zeehonden. Op deze manier doen de vrijwilligers mee aan onderzoekswerk en genieten ze tegelijkertijd van de observatie van zeehonden in hun natuurlijke omgeving. 
Om de kustlijn van Hrútafjörður tot de bodem van Sigríðastaðavatn te bestrijken, zijn de vrijwilligers verdeeld in gebieden van 2 tot 10 km lengte. Elke groep wordt dan gevraagd de zeehonden in hun gebied te tellen en hun resultaten in te dienen, een verrekijker is vereist.
Alvorens de expeditie  begint, krijgen de vrijwilligers een inleiding en een opleiding van de wetenschappers om de zeehonden goed in kaart te brengen.

## Resultaten
Deze tellingen geven slechts een indicatie van het minimumaantal zeehonden dat in deze gebieden leeft, en de resultaten kunnen vertekend zijn als gevolg van de verschillende mogelijke weersomstandigheden. Toch zijn de resultaten nuttig voor de wetenschappers, aangezien zij hen in staat stellen de toestand van de zeehondenpopulaties in deze twee gebieden te beoordelen en een vergelijking van jaar tot jaar te maken. Vergelijkbare aantallen van het ene jaar op het andere worden verkregen door ervan uit te gaan dat elk jaar zo gelijk mogelijke omstandigheden worden geteld. De telling vindt gewoonlijk plaats op een zondag eind juli, wanneer het zeeniveau zo dicht mogelijk bij laagwater is. Het gemeenschapsfeest Eldur (voorheen Unglistahátið) vindt ook in deze periode plaats. De telling begint en eindigt respectievelijk 2 uur voor en na laagtij. Er moet op worden toegezien dat in alle gebieden op hetzelfde tijdstip wordt geteld om overlappingen te voorkomen.

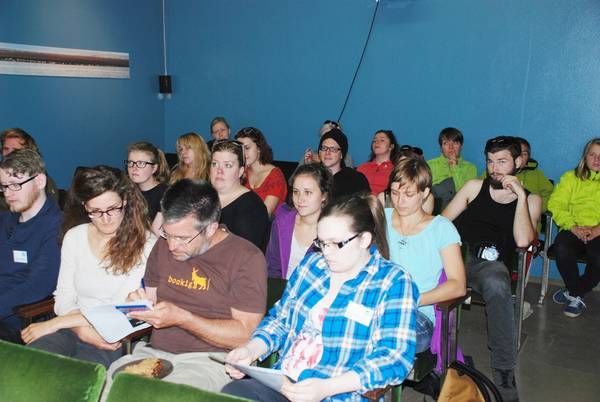
2014 - Medewerkers en vrijwilligers van het Zeehondencentrum bereiden de telling voor voordat ze beginnen

### Telresultaat (voornamelijk gewone zeehonden)
- In 2007 werden eind augustus 727 zeehonden geteld in Vatnsnes (55 km ).
- In 2008 werden 1.126 zeehonden geteld in Vatnsnes en Heggstaðanestá (75 km).
- In 2009 werden 1.019 zeehonden geteld bij Vatnsnes en Heggstaðanes (100 km).
- In 2010 werden 1054 zeehonden geteld bij Vatnsnes en Heggstaðanes (100 km).
- In 2011 werden 843 zeehonden geteld in Vatnsnes en Heggstaðanes (100 km)
- In 2012 werden 422 zeehonden geteld in Vatnsnes en Heggstaðanes (100 km).
- In 2013 werden 742 zeehonden geteld in Vatnsnes en Heggstaðanes (100 km).
- In 2014 werden 707 zeehonden geteld in Vatnsnes en Heggstaðanes (75 km).
- In 2015 werden 446 zeehonden geteld in Vatnsnes en Heggstaðanes (100 km).
- In 2016 werden 580 zeehonden geteld in Vatnsnes en Heggstaðanes (100 km).
- In 2021 werden 718 zeehonden geteld in Vatnsnes en Heggstaðanes (107 km)
- In 2022 werden 595 zeehonden geteld in Vatnsnes (72 km)
- In 2023 werden 549 zeehonden geteld in Vatnsnes en Heggstaðanes (107 km)
- In 2024 werden 550 zeehonden geteld in Vatnsnes en Heggstaðanes (107 km)
- In 2025 werden 445 zeehonden geteld in Vatnsnes en Heggstaðanes (107 km)